# Kathryn Hahn
Kathryn Hagn (født 23. juli 1973) er en amerikansk skuespiller og komiker. Hun begyndte sin skuespillerkarriere som sorgrådgiveren Lily Lebowski i NBC's krimidrama serie Crossing Jordan (2001–2007). Herefter opnåede Hahn større og mere prominente roller i film som How to Lose a Guy in 10 Days (2003), Anchorman: The Legend of Ron Burgundy (2004), Step Brothers (2008),  The Goods: Live Hard, Sell Hard (2009), Our Idiot Brother (2011), Familien Miller... langt over grænsen, The Secret Life of Walter Mitty  (begge fra 2013) og senest Glass Onion: A Knives Out Mystery (2022).
Som hovedrolle, har Hahn medvirket i Joey Soloway's komediedrama Afternoon Delight (2013), Bad Moms (2016), og efterfølgeren A Bad Moms Christmas, og Private Life (2018). For den sidstnævnte fik hun stor anmelderros og en Gotham Award-nominering som bedste skuespillerinde.

## Filmografi

### Film
| År   | Titel                                 | Rolle                            | Noter       |
| ---- | ------------------------------------- | -------------------------------- | ----------- |
| 1999 | Flushed                               | Women                            |             |
| 2003 | How to Lose a Guy in 10 Days          | Michelle Rueben                  |             |
| 2004 | Win a Date with Tad Hamilton!         | Angelica                         |             |
| 2004 | Anchorman: The Legend of Ron Burgundy | Helen                            |             |
| 2004 | Around the Bend                       | Sarah                            |             |
| 2004 | Wake Up, Ron Burgundy: The Lost Movie | Helen                            |             |
| 2005 | A Lot like Love                       | Michelle                         |             |
| 2006 | The Holiday                           | Bristol                          |             |
| 2007 | The Last Mimzy                        | Naomi Schwartz                   |             |
| 2008 | Step Brothers                         | Alice Huff                       |             |
| 2008 | Revolutionary Road                    | Milly Campbell                   |             |
| 2009 | The Goods: Live Hard, Sell Hard       | Babs Merrick                     |             |
| 2010 | How Do You Know                       | Annie                            |             |
| 2011 | Our Idiot Brother                     | Janet                            |             |
| 2012 | Wanderlust                            | Karen                            |             |
| 2012 | The Dictator                          | Pregnant Woman                   |             |
| 2013 | Afternoon Delight                     | Rachel                           |             |
| 2013 | Familien Miller... langt over grænsen | Edie Fitzgerald                  |             |
| 2013 | Bad Words                             | Jenny Widgeon                    |             |
| 2013 | Dark Around the Stars                 | Judith                           |             |
| 2013 | The Secret Life of Walter Mitty       | Odessa Mitty                     |             |
| 2014 | She's Funny That Way                  | Delta Simmons                    |             |
| 2014 | This Is Where I Leave You             | Annie Altman                     |             |
| 2015 | The D Train                           | Stacey                           |             |
| 2015 | Tomorrowland                          | Ursula Gernsback                 |             |
| 2015 | Len and Company                       | Isabelle                         |             |
| 2015 | The Visit                             | Loretta Jamison                  |             |
| 2015 | The Family Fang                       | Camille Fang                     |             |
| 2016 | Captain Fantastic                     | Harper Cash                      |             |
| 2016 | The Do-Over                           | Becca                            |             |
| 2016 | Bad Moms                              | Carla Dunkler                    |             |
| 2017 | Flower                                | Laurie Vandross                  |             |
| 2017 | A Bad Moms Christmas                  | Carla Dunkler                    |             |
| 2018 | Private Life                          | Rachel Biegler                   |             |
| 2018 | Hotel Transylvania 3: Summer Vacation | Ericka Van Helsing               | Stemmerolle |
| 2018 | Spider-Man: Into the Spider-Verse     | Olivia Octavius / Doctor Octopus | Stemmerolle |
| 2022 | Hotel Transylvania: Transformania     | Ericka Van Helsing               | Stemmerolle |
| 2022 | Glass Onion: A Knives Out Mystery     | Claire Debella                   |             |

## Eksterne links
- Kathryn Hahn på Internet Movie Database (engelsk)
- Kathryn Hahn på Filmdatabasen
- Kathryn Hahn på Scope
- Kathryn Hahn på Svensk Filmdatabas (svensk)
- Kathryn Hahn på AlloCiné (fransk)
- Kathryn Hahn på AllMovie (engelsk)
- Kathryn Hahn på Rotten Tomatoes (engelsk)
- Kathryn Hahn på TV Guide (engelsk)
- Kathryn Hahn på The Movie Database (engelsk)
- Kathryn Hahn på Internet Broadway Database (engelsk)